# Rockbox
Rockbox é um firmware software livre (GNU GPL) para tocadores de MP3. O projeto iniciou no final de 2001. O Rockbox oferece uma alternativa ao firmware que atua como sistema operacional nos dispositivos de mídia, em muitos casos sem mesmo remover o firmware original do aparelho, e amadureceu para tornar-se uma plataforma extensível e flexível no qual podem ser adicionados utilitários, aplicações e jogos.